# هي دنيتنا (مسلسل)
هي دنيتنا مسلسل درامي سوري من نوع الاجتماعي للمخرج نذير عواد بدأ عرضه على قناة سوريا في سنة 2010م ويتألف المسلسل من 30 حلقة 

## قصة مسلسل
تدور أحداث هذا المسلسل  على مجموعة من قصص اجتماعية واقعيه على مدار ثلاثون يوما منفصلة صيغت باسلوب درامي شيق. شارك في كتابت هذا مسلسل عدد من مؤلفين منهم لينا الزعيم وعمر كوجك ووائل وهبة وعماد سيف آلدين، وكذلك شارك في هذا المسلسل العديد من فنانين السورين.

## بطولة
- فايز قزق
- محمد حداقي
- شكران مرتجى
- ميلاد يوسف
- أمانة والي
- عبد الحكيم قطيفان
- نزار أبو حجر
- تولاي هارون
- جمال العلي
- عمر حجو
- نجاح حفيظ.

## روابط خارجية
- مسلسل هي دنيتنا على قاعدة بيانات الأفلام العربية